# Youri Djorkaeff
Youri Djorkaeff (* 9. března 1968) je bývalý francouzský fotbalista, který hrával na pozici útočníka nebo ofenzivního záložníka. S francouzskou fotbalovou reprezentací vyhrál v roce 1998 mistrovství světa a v roce 2000 mistrovství Evropy.

## Trofeje

### Monaco
- Francouzský fotbalový pohár: 1991

### Paris Saint-Germain
- Trophée des champions: 1995
- Pohár vítězů pohárů: 1996

### Inter Milán
- Pohár UEFA: 1998

### Francie
- Mistrovství světa: 1998
- Mistrovství Evropy: 2000